# NHK東京児童合唱団
NHK東京児童合唱団（エヌエイチケーとうきょうじどうがっしょうだん）は、東京・渋谷のNHK放送センターを拠点に活動する児童合唱団である。通称「N児」。

## 概要
日本放送協会と関連のある任意団体の一つで、児童音楽番組編成の際に利用するために組織された。事務局は、NHK放送センターの制作局青少年・教育番組部内に置かれている。正団員は、小学2年生(あるいは小学3年生:養成開始時期により異なる)から大学4年生のメンバーで構成される。通常「N児」という呼称はこの組織全体を指す。
正団員の前段階に、養成クラス（小学1年生―小学2年生）を開設しており（オーディションあり）、正団員を目指して、ソルフェージュ、歌唱を学ぶ。
『みんなのうた』『歌のメリーゴーラウンド』、『NHK紅白歌合戦』、『NHK全国学校音楽コンクール』など同局の音楽番組、教育番組のほか、ドラマなどにも出演している。また、外部のコンサート、オペラなどでも客演している。過去には海外演奏旅行も行った。

## 経緯
- 1943年（昭和18年） - 当時の社団法人日本放送協会 (NHK)が放送合唱団を公募し、スタジオでの審査の結果、音羽ゆりかご会を東京放送児童合唱団に委嘱。
- 1951年（昭和26年）6月1日 - 放送法施行に伴い社団法人日本放送協会が解散。当合唱団に関する事務は、特殊法人である日本放送協会が承継。
- 1952年（昭和27年）3月 - NHK独自の児童合唱団として東京放送児童合唱団を編成。
- 2003年（平成15年）10月 - NHK東京児童合唱団に改称。

## 構成員

### スタッフ
（2022年4月現在）
- 常任指揮者：金田典子、大谷研二
- 名誉指揮者：古橋富士雄
- 指揮者：間谷勇
- 客員ピアニスト・講師：斎木ユリ、古髙晋一
- ヴォイストレーナー・講師：北條加奈
- 指導アシスタント・ピアニスト：苅谷麻里、櫻井郁里
- 指導アシスタント：久保沙央里、
- 事務局長：江田篤史
- 事務局次長：土谷雅幸
- 事務局次長：工藤一恵、土谷雅幸
- 運営委員長：髙月嘉彦（NHK会友)

### クラス

#### 2007年度から (ユースメンズクワイアは2013年度から)
ジュニアクラス
構成：小学2 - 4年
この年代でなければ出せない声の響きを放つクラス。
シニアクラス
構成：小学5年 - 中学2年
児童合唱の醍醐味といえる味わいを表現出来る年代。
ユースシンガーズ
構成：中学3年 - 大学4年
主に中2で卒団したメンバーと入団オーディションによって入ったメンバーで組織する女性のみの演奏団体。
ユースメンズクワイア
構成：中学3年 - 大学4年
主に中2で卒団したメンバーと入団オーディションによって入ったメンバーで組織する男性のみの演奏団体。

#### 2004年度まで
ジュニア
構成：小学2 - 4年
正団員になるとまず所属する、最多団員数を誇るクラス。
ミドゥル
構成：小学5 - 中学2年
一昔前までは、N児の正団員はこのクラスまでを指した。
シニア
構成：中学3年 - 高校2年
一昔前までは、N児本体とは別個のシニアという組織だったものが、当時の最高学年（大学2年）を大幅に引き下げ、現役のN児団員とした。

### 関連団体
- N児同窓会 - 同窓会団体だが、もともとN児にはこのような組織がなく、2003年になってから組織された。N児のOG&OBで組織される。

## 所在地
- 公式所在地 - 東京都渋谷区神南二丁目２番１号
- 練習場所 - NHK放送センター内

## 名称
- 現行英語表記はNHK Tokyo children chorusである。旧称時代は、Tokyo broadcasting children's chorus groupであった。
- 2003年10月より「東京放送児童合唱団」から現在の名称に改めた。名称変更理由は、同合唱団の前身にあたる音羽ゆりかご会や、東京放送（現・TBSホールディングス）の関連合唱団と間違われないためである。

## 著名な出身者、関係者、旧スタッフ
- 神山まりあ - ミス・ユニバース・ジャパン2011
- 深津瑠美（TBSニュースバードキャスター）
- 田幸知有紗（日経CNBCキャスター）
- 麻衣
- 神子雅
- 神崎ゆう子
- 宮本浩次（エレファントカシマシ）
- 小堺一機
- 外山國彦（初代指導者・声楽家）
- 富田正牧（2代指導者・声楽家、作曲家）
- 近藤真司（3代指導者・声楽家）
- 古橋富士雄 (4代指導者・合唱指揮者)
- 栗山文昭 (5代指導者・合唱指揮者)
- 加藤洋朗 (6代指導者・合唱指揮者)

## 海外公演
- 第1回欧州演奏旅行
- 第2回欧州演奏旅行
- 第3回欧州演奏旅行
- 第4回欧州演奏旅行
- 第5回欧州演奏旅行
- 第6回欧州演奏旅行
- 第7回欧州演奏旅行
- 第8回欧州演奏旅行
- 第9回欧州演奏旅行
- 第10回欧州演奏旅行
- 第11回欧州演奏旅行
- 第12回欧州演奏旅行
- 第13回欧州演奏旅行
- ハンガリー日本友好協会主催コンサート出演 ――ファショールプロテスタント教会（ブダペスト）
- ハンガリー日本友好協会主催コンサート出演 ――ファショールプロテスタント教会（ブダペスト）
- コダーイ・ゾルタン音楽祭出演 ――ケチュケメート市庁舎（ケチュケメート）
- コダーイ・ゾルタン音楽祭出演 ――ケチュケメート市庁舎（ケチュケメート）
- CASDOK主催コンサート出演 ――イストバン教会（ガランタ）
- CASDOK主催コンサート出演 ――イストバン教会（ガランタ）
- リヒテンターラ国際夏の音楽祭出演 ――リヒテンタール教会（ウィーン）
- 老人ホーム慰問コンサート ――Residenz Wohnstift Augstinum（ウィーン）
- 老人ホーム慰問コンサート ――Residenz Wohnstift Augstinum（ウィーン）
- リーガー祭2008出演 ――ベルマーニュ公園（リガ）
- リーガー祭2008出演 ――ベルマーニュ公園

リガ市議会文化局主催コンサート出演 ――聖ペテロ教会（リガ）
- リガ市議会文化局主催コンサート出演 ――聖ペテロ教会（リガ）

## 交流

### 皇室
- 天皇陛下御在位60年記念演奏（昭和天皇）
- 天皇陛下御在位10年記念演奏（明仁天皇）

### 国外首脳
首相官邸招待演奏（1978年4月）
- バングラデシュ大統領

首相官邸招待演奏（1978年9月）
- ベルギー首相

首相官邸招待演奏（1979年4月）
- セネガル大統領

## みんなのうた
（）内はその曲のメインを歌った人物。
- ああ おかしいね
- アビニョンの橋で
- いたずラッコ（水森亜土）
- ウメボシジンセイ (ビューティフルハミングバード)
- エコー ～こだまする歌～
- エトはメリーゴーランド（田中星児）
- おおブレネリ
- おふろやさんへつれてって（橋爪佑太）
- カボチャのおじさん（三好鉄生）
- 川はだれのもの?
- 川面がキラキラ（井上昌己）
- 元祖バナナの魂（山本コウタロー）
- 北風小僧の寒太郎（堺正章）
- 口笛吹いたら（五味美保）
- クマのぬいぐるみ（吉岡雄介）
- コックのポルカ（天地総子）
- 子ねこと毛糸
- ジャガイモジャガー（田中星児）
- JUST FRIENDS 〜いつまでも〜（aya）
- ショボクジラ・チビコブラ
- 神父さんのパイプオルガン（アグネス・チャン）
- 先生は走る（友竹正則）
- たいへんだぁ
- たのしいさんすう（田中星児）
- チチンプイプイ（森みゆき）
- 天使の羽のマーチ（上條恒彦）
- ドラキュラのうた（クニ河内）
- トランペット吹きながら
- 泣いていた女の子
- はじめての僕デス（宮本浩次）
- ヒーハイホー（上條恒彦）
- ふたりは80才（天地総子、下條アトム）
- へんな家!（レミー・ブリッカ）
- ヘンなABC（一城みゆ希）
- 鳳来寺山のブッポウソウ
- ぼくはひこうき（安藤紘丹）
- ミラクル鬼ん坊（坂本和雅）
- みんなでステップ（天地総子）
- めいわく団地（菊地真美）
- 山口さんちのツトム君（川橋啓史）
- ユアハンドマイハート ~YOUR HAND,MY HEART.~（ミュージッククリエイション）
- 勇気一つを友にして（山田美也子）
- 雪祭り（後藤拓）
- ゆらん ゆろん
- ラジャ・マハラジャー（戸川純）

## 主題歌を歌唱した番組
- ラジオ体操
- さわやか3組
- 明るいなかま（中山千夏ヴァージョンと大和田りつ子ヴァージョンがある）
- みんななかよし
- あいうえお
- 大きくなる子
- あしたへジャンプ（上条恒彦）
- なんなんなあに
- はてなはてな
- ワンツー・どん（稲村なおこ)
- うたって・ゴー
- ふえはうたう
- たのしいきょうしつ
- みつめる目

## 出演番組
- みんなの童謡（不定期）
- NHK全国学校音楽コンクール課題曲紹介番組（その年の課題曲を範唱するのが通例である）
- BS永遠の音楽大全集（2009年まで）
- 天才てれびくんhello,

## かつて出演していた番組
- 歌のメリーゴーラウンド
- ワンツー・どん
- うたって・ゴー
- ふえはうたう
- まちかどド・レ・ミ
- 歌えリコーダー

## レコード
- N児をメインにしたアルバムは、キングレコードから出された下記の2枚しか制作されていない。後にCD復刻されている。
  - 「NHK東京放送児童合唱団 ぼくらのリサイタル」（指揮：荒谷俊治、伴奏：プロコルデ室内楽団、日本合奏団、ピアノ伴奏：三浦みどり、井上二葉）
  - 「NHK東京放送児童合唱団 ぼくらのリサイタル2」（指揮：岩城宏之、伴奏：プロコルデ室内楽団）

## かつて共演した団体、指揮者、声楽家、著名人
- 交響楽団
- NHK交響楽団
- 新日本フィルハーモニー交響楽団
- 東京交響楽団
- 東京シティ・フィルハーモニック管弦楽団
- 東京都交響楽団
- 東京ニューシティ管弦楽団
- 東京フィルハーモニー交響楽団
- 日本フィルハーモニー交響楽団
- 読売日本交響楽団
  - 指揮者
- 小澤征爾
- 広上淳一
- 沼尻竜典
- 外山雄三
- 佐藤功太郎
- 外山国彦
- 若杉弘
- 渡辺暁雄
- 尾高忠明
- 南安雄
- シャルル・デュトワ
- ヘルベルト・ブロムシュテット
- ユーリ・テミルカーノフ
- パーヴォ・ヤルヴィ
- ジャナンドレア・ノセダ
- エリアフ・インバル
- ガリー・ベルティーニ
- ジャン・フルネ
- イエジ・マクシミウク
- ジョセフ・ローゼンストック
- ヴォルフガング・サヴァリッシュ
- ズデニェク・コシュラー
- ミケランジェロ・ヴェルトリ
  - ピアニスト
- 新垣隆
- 寺嶋陸也
  - 合唱団
- ハンガリー少年少女合唱団
- 西ドイツ ・ オーベルンキルヘン少年少女合唱団
- ブルガリア・ソフィア少年少女合唱団
- 東京荒川少年少女合唱隊
- 広島放送児童合唱団
- 聖トーマス教会合唱団
- モスクワ少年少女合唱団
- ソフィア少年少女合唱団
- 浜松ライオネット合唱団
- レーゲンスブルク少年合唱団
- ダルムシュタット合唱団
- フィンランド・ヴォックスアウレア少年少女合唱団
- レーゲンスブルク大聖堂少年合唱団
- カンテムス少年少女合唱団
- プロムジカ女声合唱団
  - 大学
- 東京藝術大学
- 早稲田大学

## 委嘱作品作曲家
- 間宮芳生
- 新実徳英
- 三善晃
- 北爪道夫
- 池辺晋一郎
- 鷹羽弘晃
- 信長貴富
- 鈴木輝昭
- 糀場富美子
- 上田真樹
- 権代敦彦

## 備考
- かつてNHKでは、各中央放送局にN児と同様の児童合唱団を設置し、ローカル放送用の実演団体としていた。また「奈良放送児童合唱団」のように、中央放送局ではない県域の地域放送局にも設置されることがあった。主なものは下記のとおり。
  - NHK帯広少年少女合唱団
  - NHK青森児童合唱団
  - NHK弘前放送児童合唱団
  - NHK仙台少年少女合唱隊
  - 鶴岡放送児童合唱団
  - NHK水戸児童合唱団
  - 静岡児童合唱団
  - 津放送児童合唱団
  - 大津児童合唱団
  - 大阪放送児童合唱団
  - 神戸放送児童合唱団
  - NHK奈良児童合唱団
  - 和歌山児童合唱団
  - NHK鳥取放送児童合唱団
  - NHK広島児童合唱団
  - NHK高松放送児童合唱団
  - NHK福岡児童合唱団MIRAI
  - NHK長崎児童合唱団
  - NHK熊本児童合唱団
  - NHK鹿児島児童合唱団
- また、児童合唱団以外にも、名古屋放送児童管弦楽団や東京放送児童劇団など小中学生による管弦楽団、劇団も存在した。